# Shwezigon-Pagode

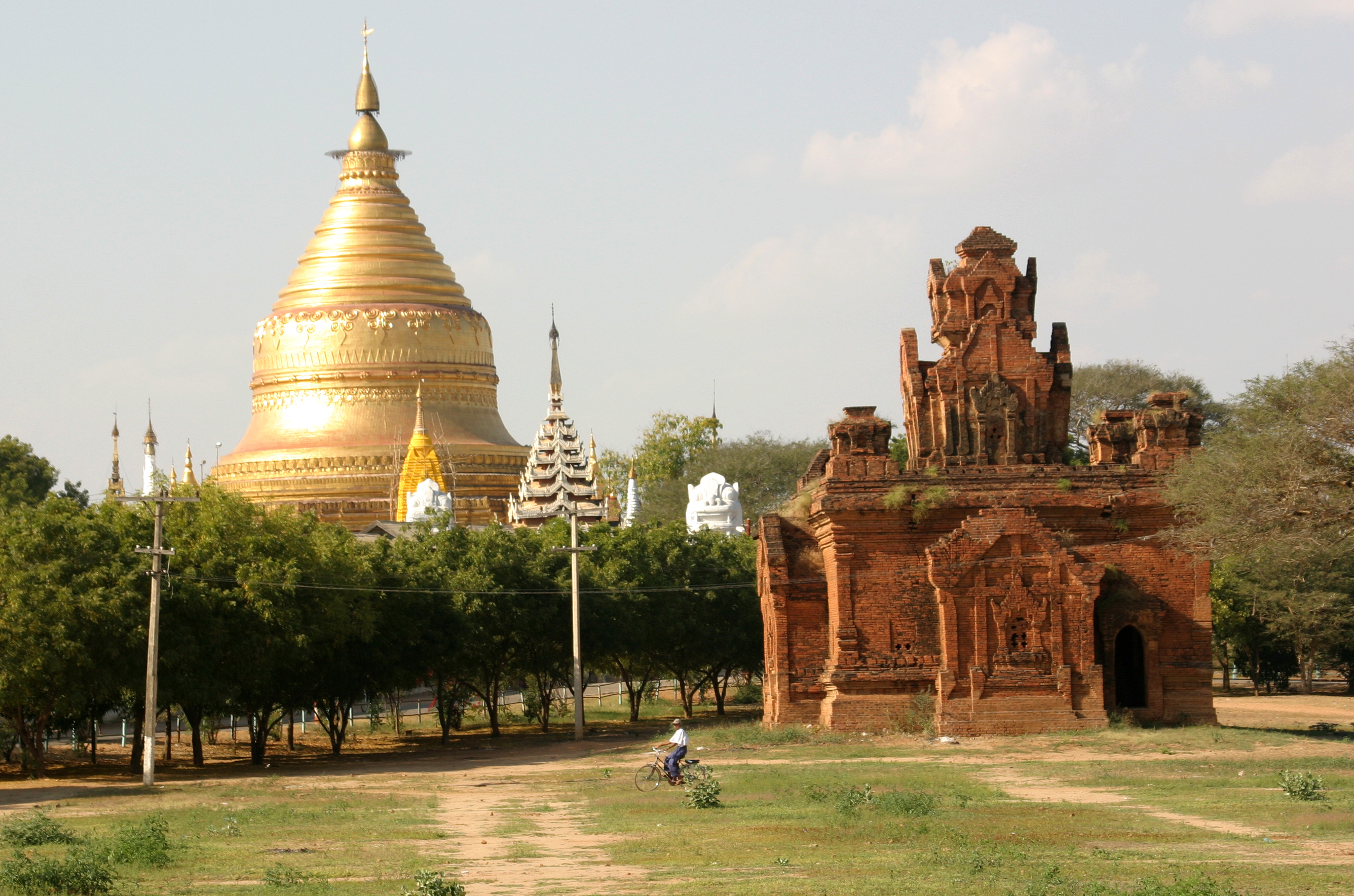
Shwezigon-Pagode

Die Shwezigon-Pagode (birmanisch ရွှေစည်းခုံဘုရား) ist ein buddhistischer Stupa in Bagan-Nyaung U, Myanmar.

## Geschichte
Sie wurde 1059 unter König Anawrahta begonnen und 1110 unter König Kyanzittha vollendet.
Sie beherbergt wertvollste Buddha-Reliquien und genießt daher höchste Verehrung bei den buddhistischen Gläubigen.

## Beschreibung
Auf drei sich nach oben verjüngenden quadratischen Terrassen sitzt zunächst eine achteckige Plattform, zu der auf allen vier Seiten Treppen hinaufführen. Darauf steht der glockenförmige Stupa-Körper mit aufgesetztem Turban (enger werdende Ringe), dem doppelten Lotus, der Bananenknospe und schließlich dem Hti, ganz dem oberbirmanischen Stupa-Stil entsprechend. Auf den Ecken der dritten Terrasse sitzt quasi die Pagode in verkleinertem Maßstab noch jeweils ein Mal; die Seitenwände der Terrassen schmücken ursprünglich 550 grün glasierte Terrakotta-Tafeln mit Darstellungen der Jatakas. Die 49 m langen Seiten der unteren Terrasse sind umstellt von stilisierten Blumen und Opferschalen, der ebenfalls 49 m hohe Stupa ist komplett mit Blattgold überzogen.
Zahlreiche Nebengebäude umringen den Hauptstupa, darunter vier Schreine mit stehenden Buddhas der gegenwärtigen Weltzeitalter und eine Halle für die Nats.

## Galerie

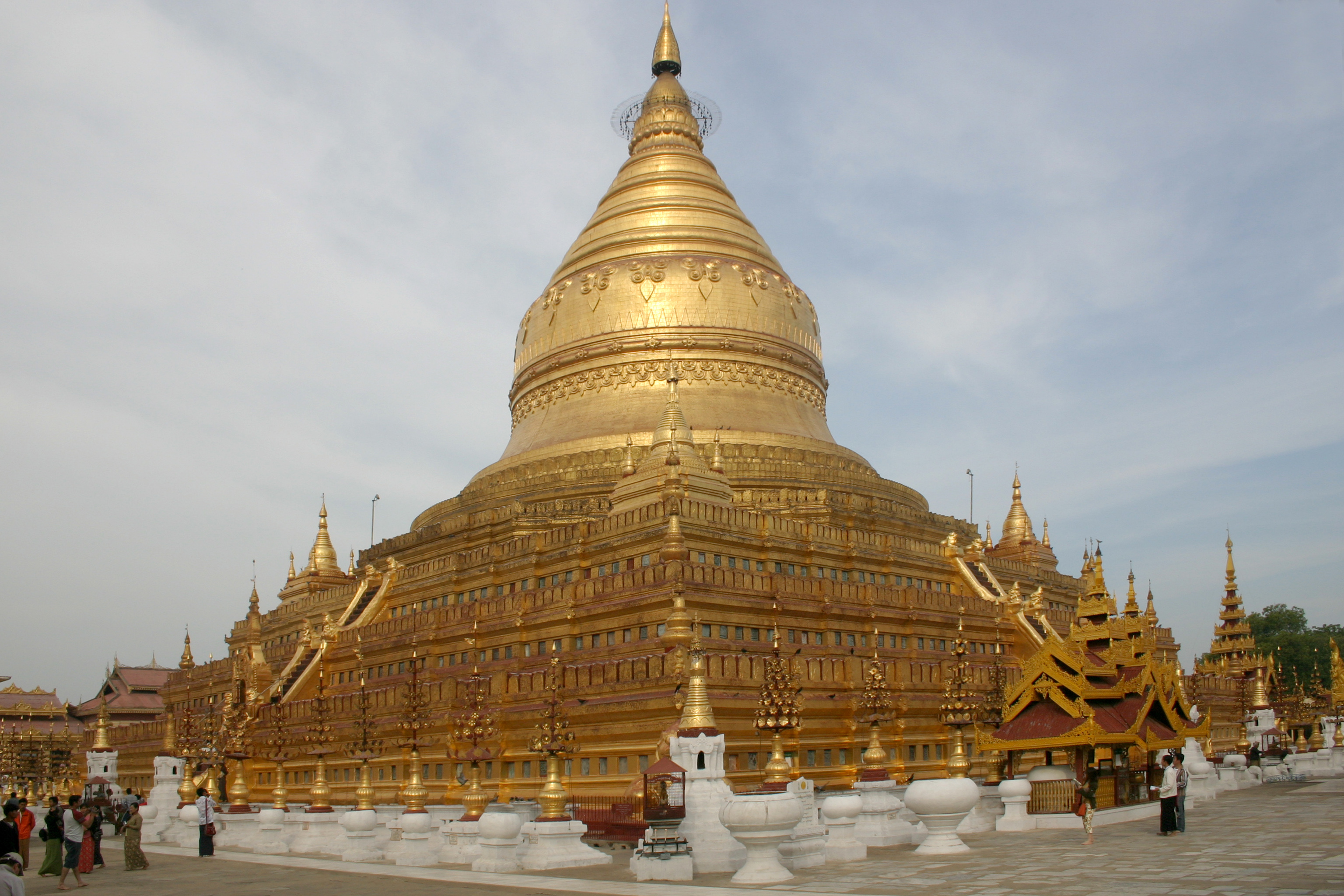
Zentraler Stupa
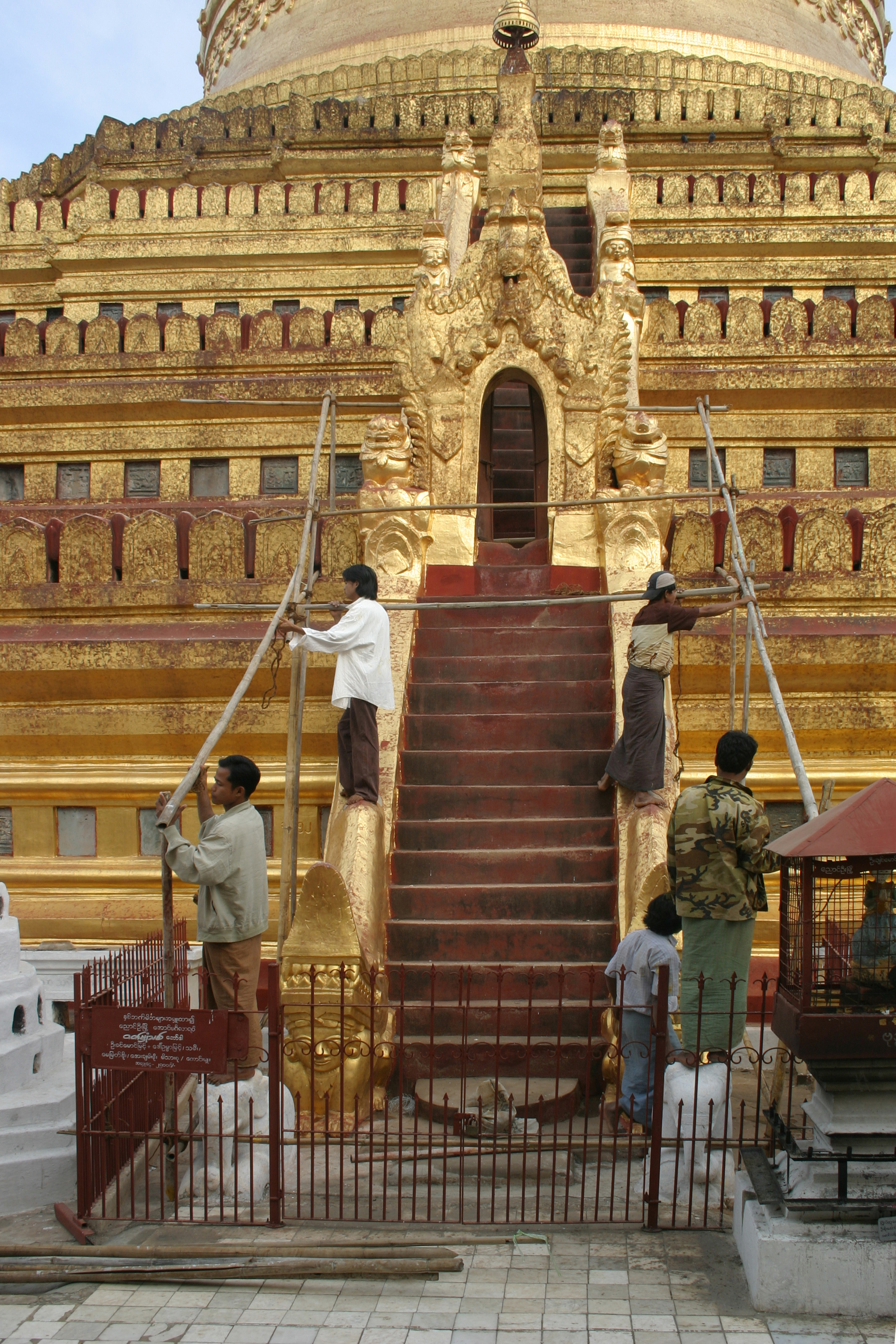
Treppenaufgang
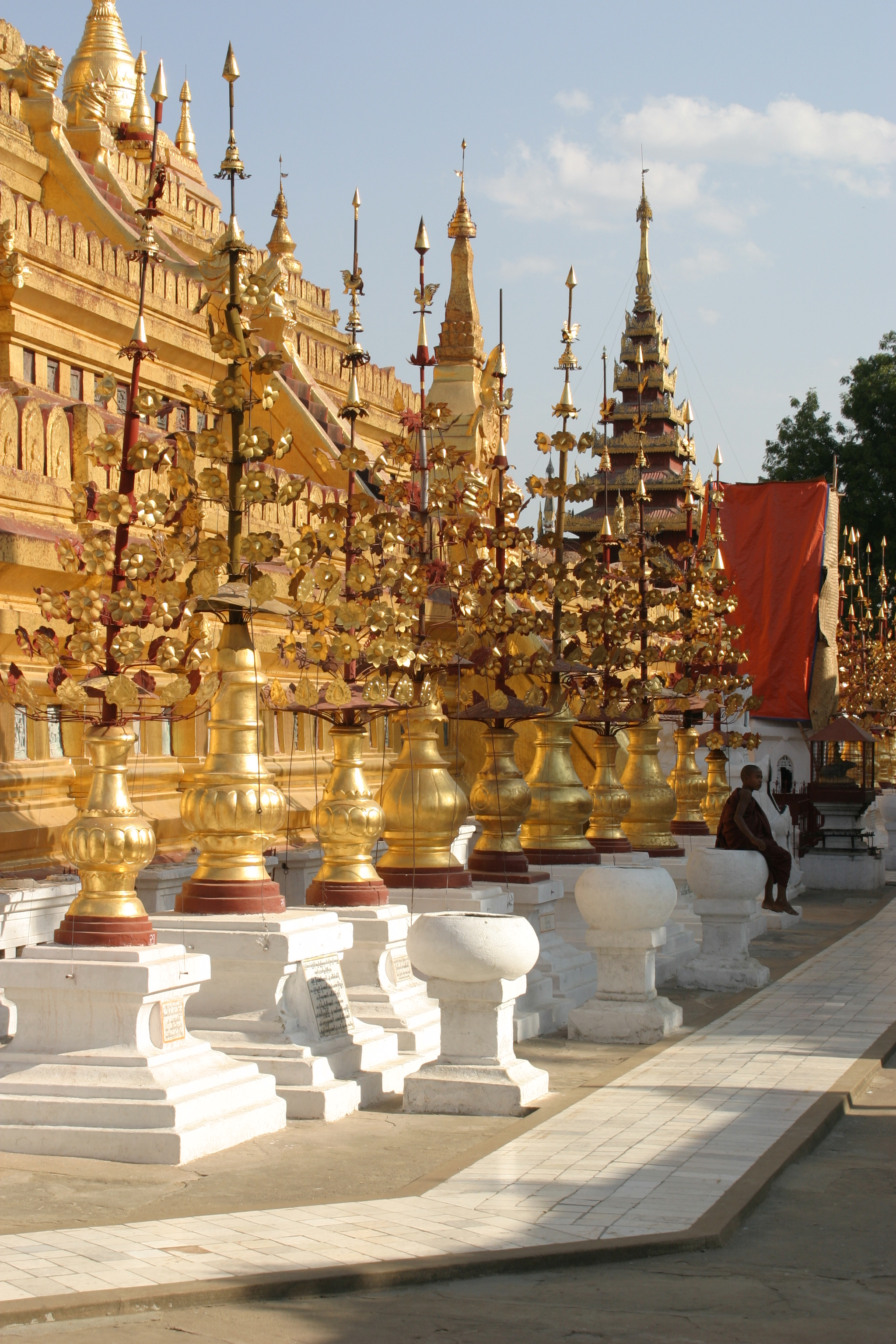
Blumen und Opferschalen
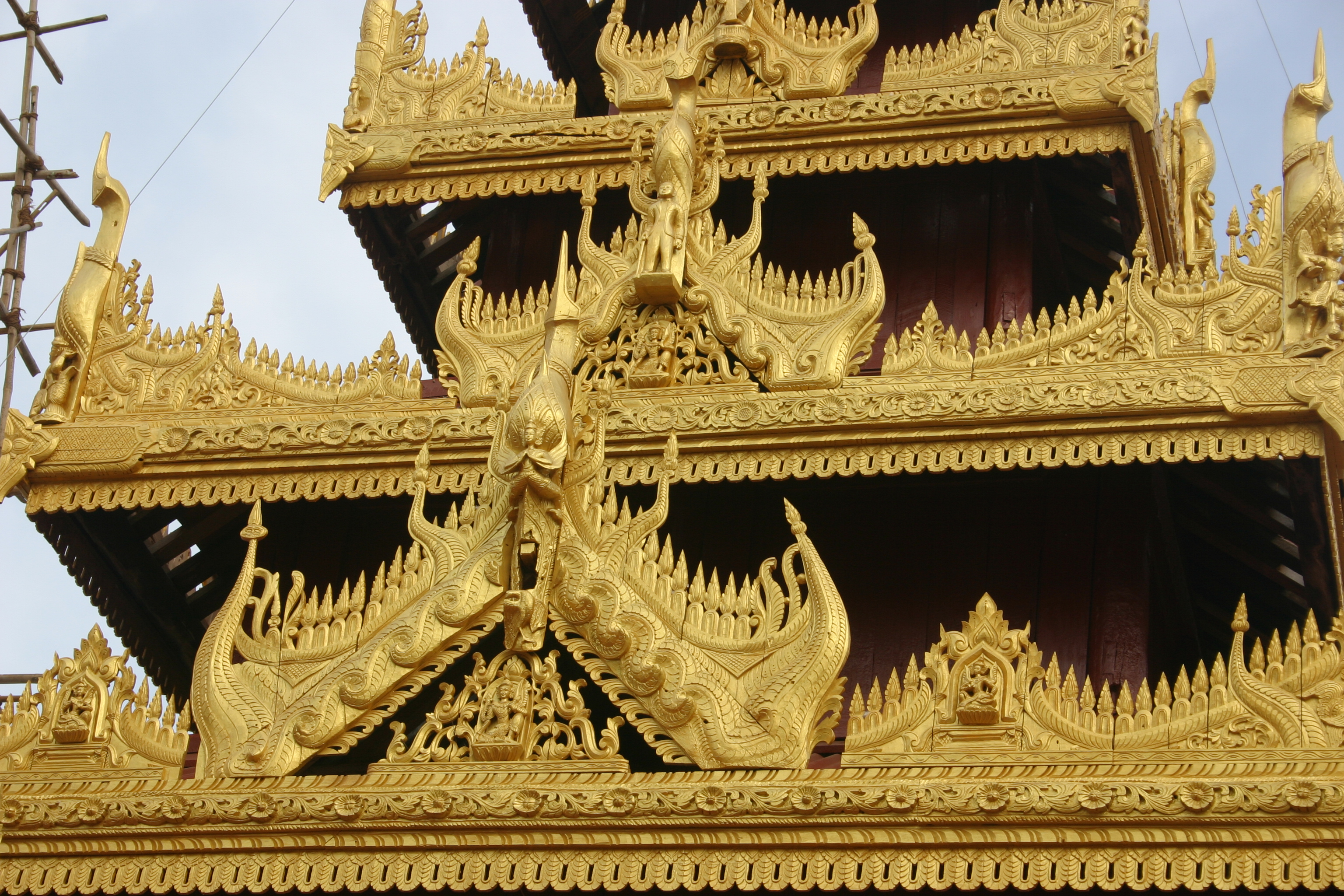
Dach eines Schreins
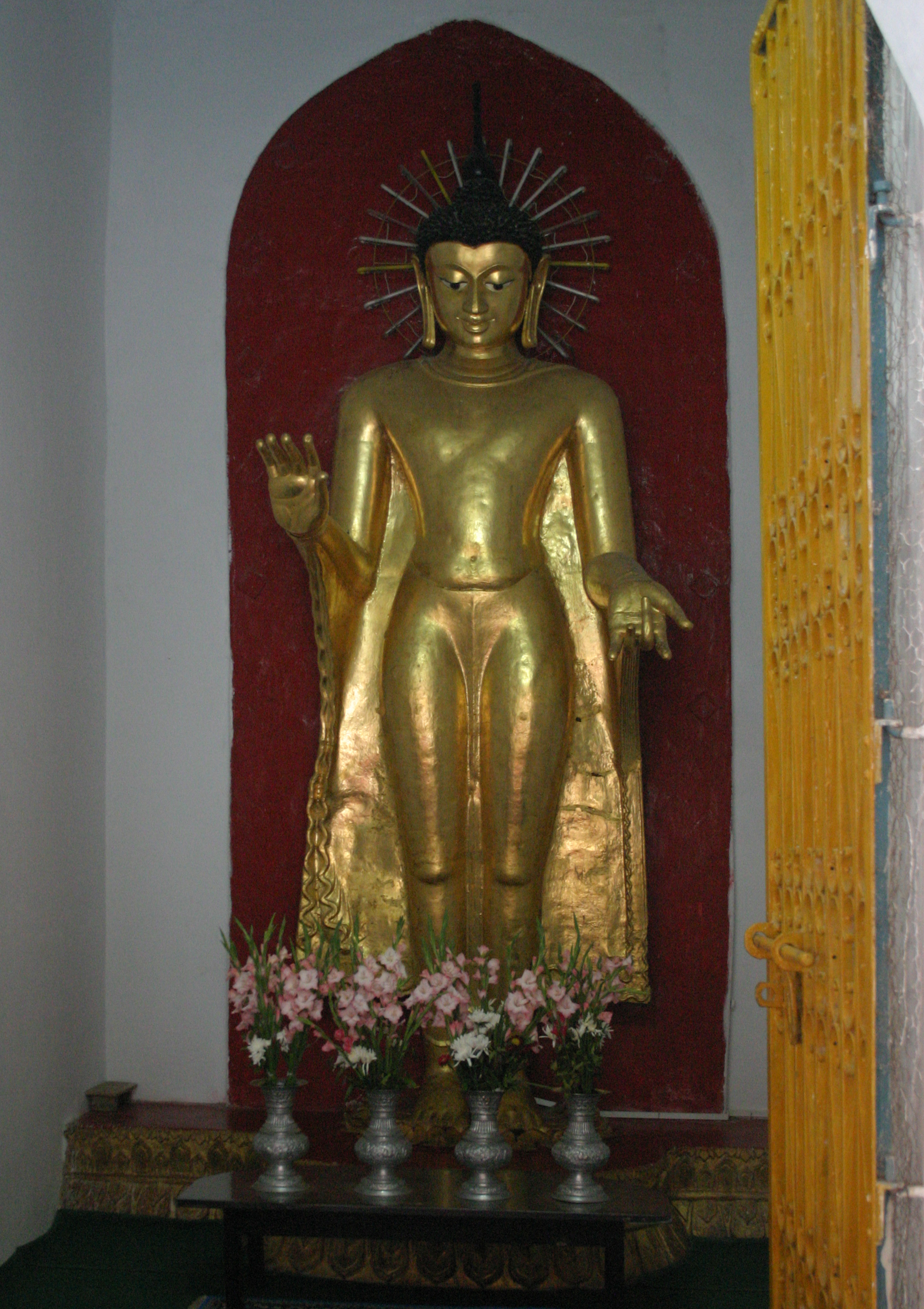
Buddha
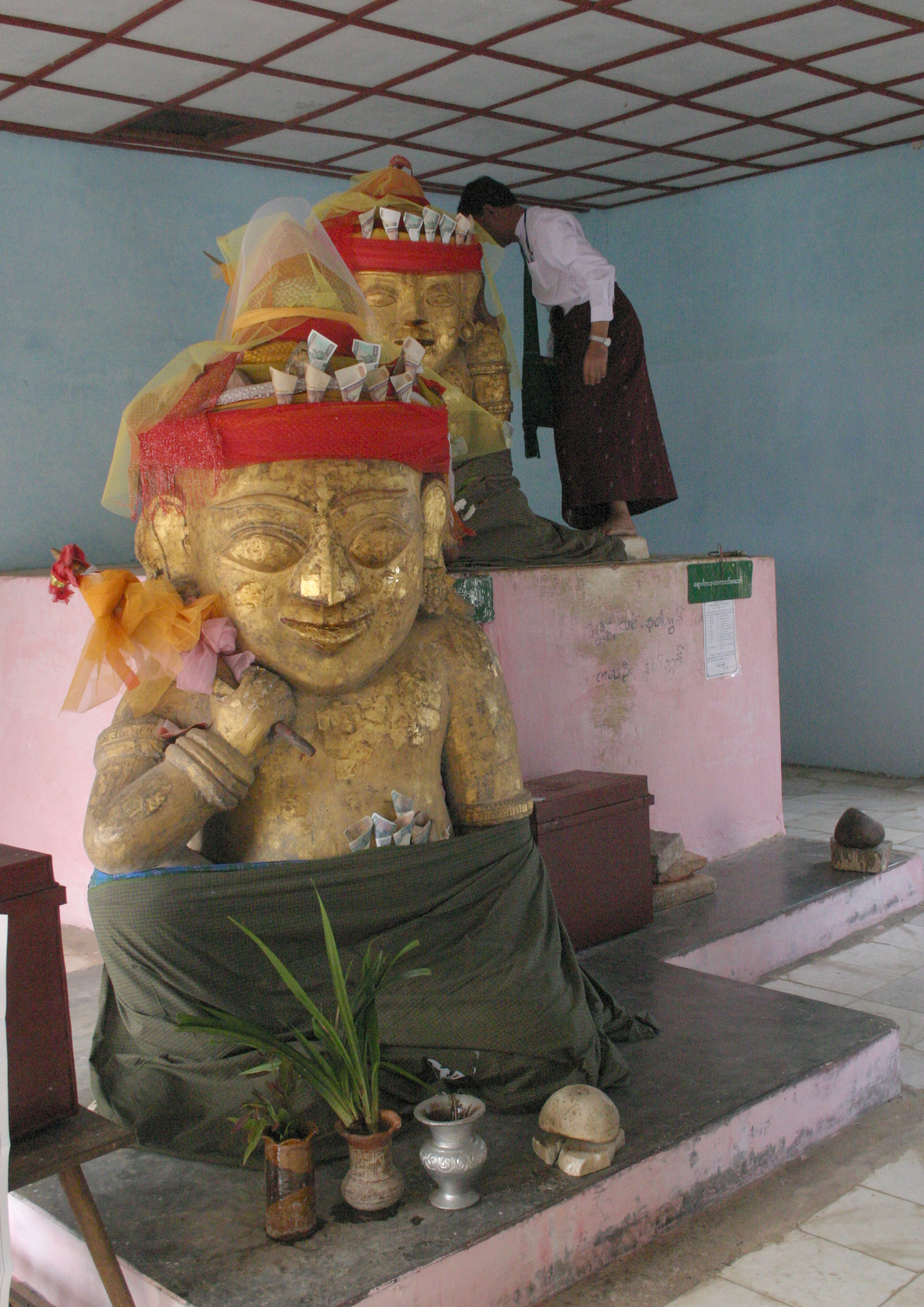
Broker-Nat und Sohn
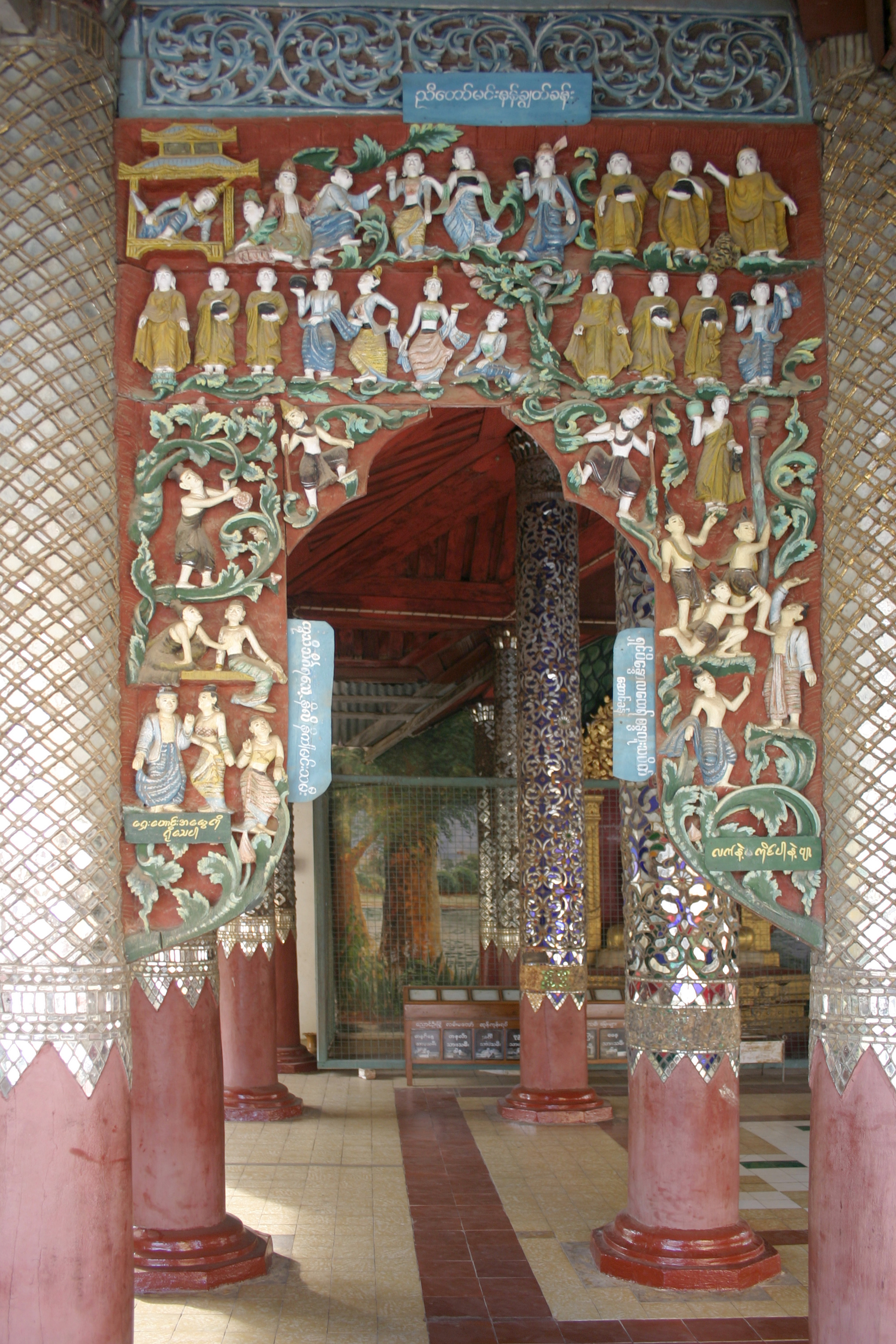
Halle mit Schnitzereien
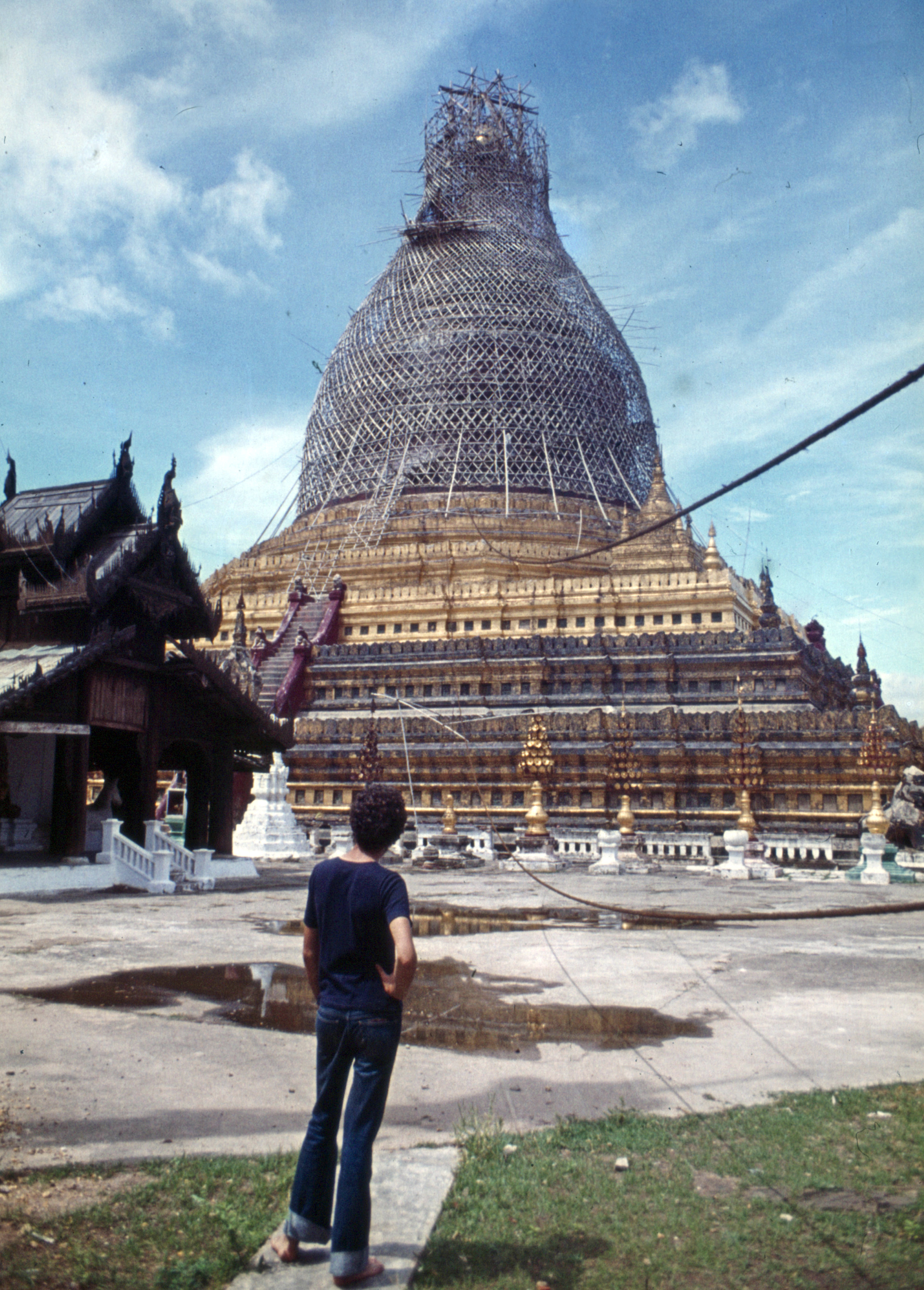
1976 mit Bambusgerüst …
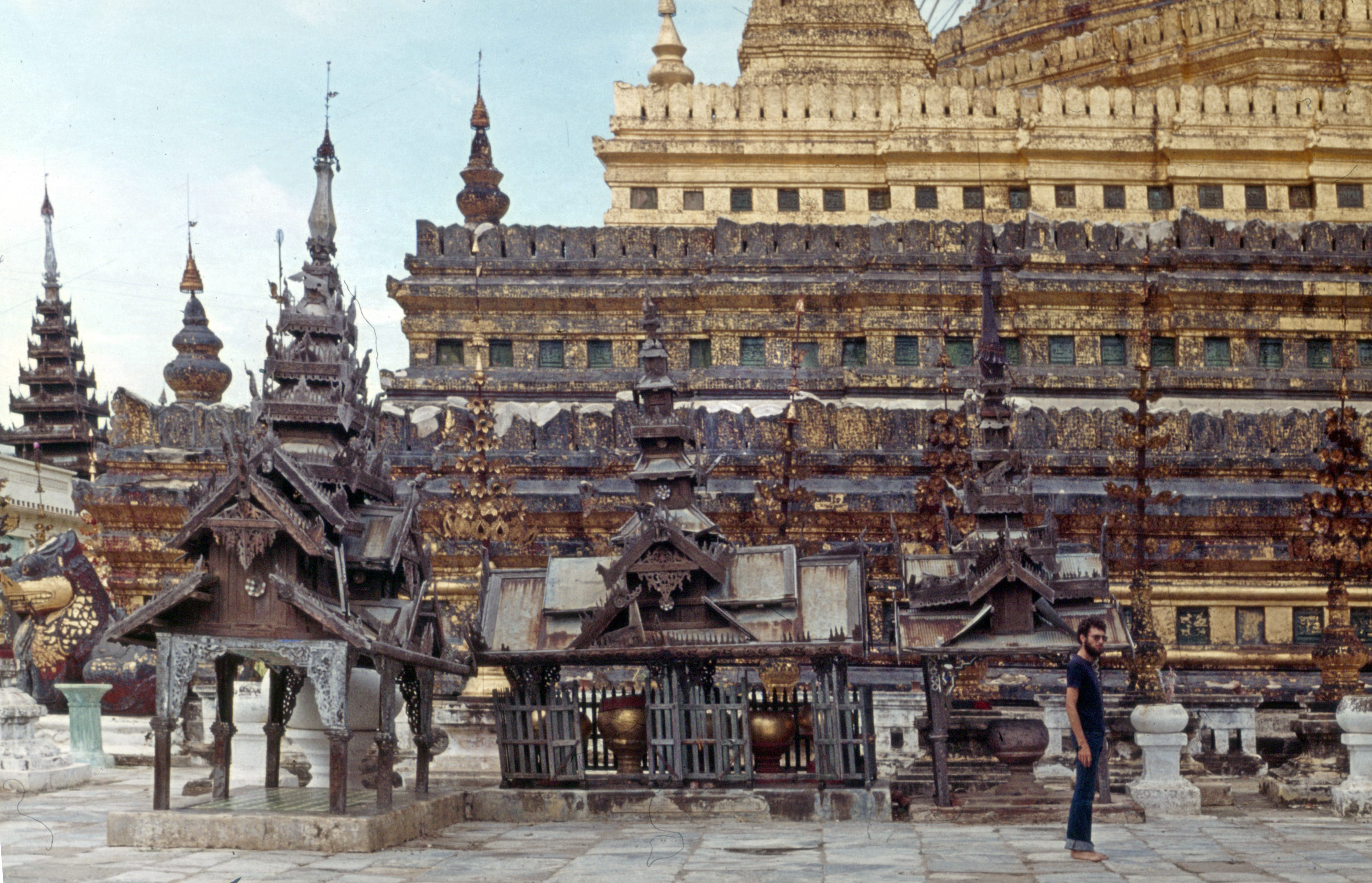
… nach dem Erdbeben vom 24. August 1975